# Nabembatoren
De Nabembatoren, ook wel de Elftoren, is een wolkenkrabber en kantoorgebouw in de hoofdstad van Congo-Brazzaville, Brazzaville. Het gebouw is met 106 meter en 30 verdiepingen het grootste gebouw van het land en is genoemd naar de hoogste berg van het land, Mont Nabemba. De toren is gebouwd met geleend geld van de Franse oliemaatschappij Elf Aquitaine.
De toren is ontworpen door architect Jean Marie Legrand tijdens het vijfjaarsplan van de overheid tussen 1983 en 1986. Verschillende ministeries en goede doelen zijn gevestigd in de toren, eveneens als onderdelen van de Afrikaanse Unie en UNESCO. De toren is goed te zien vanuit Kinshasa, de hoofdstad van Congo-Kinshasa aan de andere zijde van de rivier de Kongo.
De Nabembatoren is ingehuldigd door president Denis Sassou-Nguesso op 3 februari 1990.

## Technische gegevens
De Nabembatoren heeft een slanke vorm die in diameter afneemt naar het midden en daarna weer toeneemt als een holle cilinder. De toren staat op een vierkante verharding, die tevens de kern van het gebouw vormt. De façade bestaat uit verticale lijnen met glas en licht beton, die de slanke vorm versterken. De plattegrond van het gebouw betreffende de verdiepingen 6 t/m 27, bestaat uit drie cirkels: in het midden bevinden zich de liften en de technische faciliteiten, daaromheen cirkelvormige gangen, en uiteindelijk daaromheen een buitenste ring met kantoren verdeeld in segmenten met beweegbare muren. De ramen kunnen niet open, maar een airconditioningsysteem pompt lucht door een koelsysteem en reguleert zo de temperatuur in het gebouw. Drie 430 kVA aggregaten verzorgen de stroomvoorziening in het gebouw indien de stroom in de stad uitvalt.

## Kritiek
De Nabembatoren is ernstig beschadigd geraakt tijdens de Congolese Burgeroorlog in Congo-Brazzaville. Toen president Sassou-Nguesso opnieuw aan de macht kwam, is het gebouw gerepareerd voor het buitensporige bedrag van een kleine 8 miljoen euro, meer dan de totale bouwkosten in de jaren 80. Elf Aquitaine heeft deze reparatie gefinancierd.
Elk jaar kost de toren voor 4 miljoen euro enkel voor het onderhoud, een groot bedrag voor een arm land als Congo-Brazzaville. De lokale architect Norbert Mbila beschrijft de toren als "een symbolisch gebouw, puur voor het aanzien". "Het is niet bruikbaar en kost toch veel aan onderhoudskosten".